# Celesta
Celesta (z italštiny celesta – nebeská < lat. caelestis) je klávesový bicí hudební nástroj. Podle Sachs-Hornbostelova dělení patří celesta mezi úderové idiofony. Na jeho ovládaní se používá klaviatura. Klávesy jsou spojeny s kladívky, které rozeznívají soustavu kovových plátků (nejčastěji ocelových), pod kterými se nacházejí dřevěné rezonátory. Pedál se používá na modifikaci zvuku.
Nástroj vynalezl roku 1886 pařížský výrobce harmónií Auguste Mustel. První model však měl místo plechových plátků kovové ladičky. Jeho zvuk byl však příliš jemný na orchestrální použití.
Celesta má podobný zvuk jako zvonkohra, ale barva zvuku je o mnoho jemnější. Kvalita zvuku dala nástroji i jméno, italské slovo celesta znamená v češtině „nebeská“. V současnosti používané celesty mají rozsah čtyři oktávy (francouzské) nebo pět oktáv (německé). Celesta se notuje vždy o jednu oktávu níž než její skutečný zvuk.
Je součástí symfonického orchestru. Navzdory tomu, že je považovaná za bicí nástroj, na ni hrává většinou pianista.

## Celesta v hudebních dílech
Ruský skladatel Petr Iljič Čajkovskij hovořil o celestě jako o svém oblíbením hudebním nástroji. Je použitá v jeho poslední symfonické básni Vojvoda (1891) i v baletu Louskáček (1892). Celesta se objevuje i v dílech dalších skladatelů, např. Nikolaje Rimského-Korsakova, Gustava Mahlera, Dmitrije Šostakoviče, Bély Bartóka, Maurice Ravela (Bolero) a jiných.
V současné hudbě se čelesta vyskytla v písních interpretů jako jsou The Velvet Underground (skladba „Sunday Morning“), The Stooges, Björk (alba Selmasongs, Vespertine a Drawing Restraint 9) a Sigur Rós (album Takk).
Celestu lze slyšet i ve filmové hudbě, zejména ve filmech o Harrym Potterovi, ve kterých hudbu složil John Williams.